# Andrés Burguera
Andrés Burguera, nacido como Andrés Pajares Burguera (Madrid,  29 de agosto de 1966), es un actor, presentador de televisión y modelo y TCP de Iberia,  español.

## Biografía
Hijo de los actores Andrés Pajares y María del Carmen (“Maby”) Burguera.
Estudió en el Colegio San Estanislao de Kotska en Madrid y completó sus estudios en Crans-montana, en la zona germanohablante de Suiza, haciendo posteriormente COU en el Instituto Robert E. Lee de Staunton, Virginia (EE.UU). Realizó una licenciatura de Marketing. Compaginó sus estudios con su carrera actoral.[cita requerida]
En 1981 participó en la película Todos al suelo, en un pequeño papel de mecánico, junto a Antonio Ozores. Luego trabajó en la obra de su padre El extranjero, en 1990, presentada en el Teatro Reina Victoria de Madrid. Su primera obra en inglés la realizó mientras estudiaba arte dramático en Nueva York, en el teatro alternativo del Actors Studio en Manhattan, en el papel protagonista de David. Es en esta ciudad, mientras estudiaba, la policía local lo confunde con el asesino del diseñador Gianni Versace, por lo que salta abruptamente a la fama por la noticia mundial que esto supone.
Ese mismo año es contratado para trabajar en la serie de televisión española Tío Willy, haciendo el personaje de Micky. En 1998 ingresa a la Sociedad de Actores e Intérpretes de España, AISGE, como actor secundario. Entre 2001-02 es imagen en la campaña de gafas "For sun", del entonces grupo Tabacalera.
Trabajó como copresentador y colaborador en el programa Noche de fiesta, del productor y ventrílocuo José Luis Moreno y posteriormente, entre 2002 y 2003, en el programa Humor se escribe con H, de TVE-1. Hace el papel del psicópata Jordi en la primera tele-serie en España para Internet llamada e-namorarte.
En 2010 es invitado a actuar, en uno de los papeles protagónicos, en el cortometraje Muerte o vida, del director Gabi Medialdea. Desde febrero de 2013 participa regularmente en el programa 12 corazones, de la cadena Univision, desde Los Ángeles (Estados Unidos) para 8 países.

## Filmografía
- Todos al suelo-1983
- Cortometraje Muerte o vida -2010 (Gabi Medialdea)

## Teatro
- El extranjero -Madrid 1989
- David & Lisa- Nueva York 1997

## Series de televisión
- Tío Willy (1997-98), en el personaje de Micky.
- Teleserie E-namorate 2002 para Internet

## Presentador Televisión
- Noche de Fiesta, colaborador en el concurso de los sobres, TVE-1, 2001 (3 programas).
- Humor se escribe con hache, Copresentador, TVE-1, 2002/3 (23 programas)